# Nova Rača
Nova Rača est un village et une municipalité située dans le comitat de Bjelovar-Bilogora, en Croatie. Au recensement de 2001, la municipalité comptait 4 077 habitants, dont 90,68 % de Croates et le village seul comptait 534 habitants.

## Localités
La municipalité de Nova Rača compte 13 localités :
| - Bedenik - Bulinac - Dautan - Drljanovac - Kozarevac Račanski - Međurača - Nevinac | - Nova Rača - Orlovac - Sasovac - Slovinska Kovačica - Stara Rača - Tociljevac |